# رایدر رایان
رایدر رایان (انگلیسی: Ryder Ryan؛ زادهٔ ۱۱ مهٔ ۱۹۹۵) بازیکن بیس‌بال اهل ایالات متحده آمریکا است.
وی در مسابقات کشوری و بین‌المللی در مجموع برندهٔ ۱ مدال نقره شده‌است.